# 刀剑神域 无限瞬间
《刀剑神域 无限瞬间》（又译作）是一款根据輕小說《刀劍神域》改编的游戏。游戏由Aquria开发，万代南梦宫游戏发行，川原砾监修。本游戏于2013年3月14日在日本地区发售PlayStation Portable平台的标准版和限定版。2014年4月23日在日本发售的PlayStation Vita版《刀剑神域 虚空断章》中包含有本作的高清复刻版。

## 游戏玩法
尽管本作不是一款网络游戏，但仍引入许多大型多人在线角色扮演游戏中的元素。其中包括购买和升级武器，执行任务，以及和其他一些角色组团进行战斗。主角桐人可以装备包括剑和斧在内的十种武器。

## 剧情
原作艾恩葛朗特篇剧情中，桐人在75层打败了希兹克利夫（茅场晶彦）迎来了终局。但在游戏中，桐人打败了希兹克利夫后仍未脱离游戏世界。玩家要扮演桐人，从76层开始，和同伴们一起在系统崩坏之前攻下第100层。

## 开发
万代南梦宫于2014年6月释出本作的升级补丁，在游戏二周目中追加困难模式。

## 评价
游戏在日本第一周共售出13.8万份实体版，成为日本该周销量第一软件。至2013年6月，出货量已达20万份。Fami通给予本作8/7/7/7 [29/40]的评分。